# Anais (Tácito)
Anais (em latim: Annales) é o título de uma obra histórica escrita por Tácito que relata a vida de quatro imperadores, os que sucederam a César Augusto. As partes da obra que chegaram até a atualidade tratam de grande parte dos governos de Tibério e de Nero.
Provavelmente o título Anais não fosse o original dado por Tácito à obra, mas derive do fato de ele escrever a obra tratando a história de ano em ano. O título original talvez fosse Ab excessu divi Augusti ("Desde a morte do divino Augusto").

## Conteúdo
Os Anais foram a obra final de Tácito. Escreveu ao menos 16 livros, mas os livros 7-10 perderam-se, bem como parte dos livros 5, 6, 11 e 16. O livro 6 acaba com a morte de Tibério e os livros do 7 ao 12 cobriam presumivelmente os governos de Calígula e de Cláudio. Os demais livros tratam do governo de Nero, provavelmente até a sua morte em junho de 68, ou até final desse ano, para depois se juntar às Histórias. A segunda parte do livro 16 perdeu-se (termina narrando os eventos de 66). Não se sabe se Tácito completou a obra ou decidiu terminá-la antes de outros trabalhos que planejasse escrever; faleceu antes de poder trabalhar nas histórias de Nerva e Trajano e do período de Augusto e os começos do império, que havia prometido escrever.
Assim como já tinha escrito nas Histórias, Tácito sustém a sua tese em relação à necessidade do principado. Se por um lado elogia Augusto por ter garantido a paz no estado romano após anos de guerra civil, por outro mostra as desvantagens da vida sob o domínio dos Césares. Da história do Império Romano forma parte o ocaso definitivo da liberdade política da aristocracia senatorial, que Tácito via moralmente decaída, corrupta e servil com os desejos do soberano. Ainda nesta obra, como já sustivera em Agrícola, Tácito opõe-se a que elijam um inútil martírio através do suicídio. Ao descrever o suicídio de Petrônio, Tácito sublinha deliberadamente o irônico câmbio dos modelos filosóficos realizado por este homem.
Contudo, contra este tétrico contexto, uma parte da classe política continuou exercitando honestamente o seu próprio poder sobre as províncias e guiando o exército com rectidão. A historiografia trágica, cheia de eventos dramáticos, tem um peso importante nos Anais. Tácito usa os componentes trágicos da história para penetrar nos ânimos das personagens e iluminar as suas paixões e ambiguidades. As paixões dominantes nas personagens são as políticas (exceto, talvez, no caso de Nero). Todas as classes sociais, sem exceções, têm estes defeitos: ambição, desejo de poder e de prestígio pessoal, e muitas vezes inveja, hipocrisia e presunção. Todos os demais sentimentos, exceto a ambição, vanidade e avarícia, têm uma importância secundária. 
Nos Anais, Tácito desenvolveu ulteriormente o estilo de descrição que tinha usado nas Histórias. Talvez o retrato melhor que faz seja o de Tibério, feito de maneira indireta, emergem progressivamente no curso da narração, com observações e comentários. O retrato moral tem a precedência sobre o físico; há também retratos paradoxais. O mais significativo destes é o de Petrônio, cuja fascinação está nas suas contradições. A debilidade da sua vida está em oposição com a energia e a competência que demonstrou nos deveres públicos. Petrônio afrontou a morte como um último prazer, dando contemporaneamente prova de autocontrole, coragem e firmeza. Opôs-se ao uso estoico do suicídio teatral, tanto que falava com os amigos enquanto morria, de argumentos fúteis. Tácito não faz dele um modelo a seguir e assim sugestiona implicitamente que a sua grandeza de ânimo foi mais sólida que a mostrada por tantos "mártires" estoicos.

## Estilo
Embora seja uma simplificação, é correto reconhecer que o estilo de Tácito nos Anais parte das normas gramaticais e de composição dos autores da República Tardia, primeiro entre todos Cícero. Descrito como peregrino, arcaico e solene, Tácito atinge o seu estilo pessoal através de raras embora não únicas formas gramaticais, elipses frequentes (especialmente das formas auxiliares do verbo esse), circunlocuções criativas e dições que se estendem até os limites do léxico latino. Em comparação com as Histórias, os Anais são menos fluidos, muito mais concisos e severos. Há até mesmo uma predileção maior pelas incongruências. As formas verbais pouco harmônicas refletem os eventos discordantes que narram e a ambiguidade das personagens que descrevem. Há muitas metáforas "violentas" e usos audazes da personificação. O estilo poético, especialmente o de Virgílio, é usado com frequência. Por exemplo, a descrição da expedição de Germânico ao lugar da Batalha da floresta de Teotoburgo na procura dos restos das legiões destruídas de Públio Quintílio Varo recalca o estilo usado por Virgílio na descrição do descenso de Eneias ao mundo ultraterreno.
Contudo, o estilo muda. Do livro 13 em diante, Tácito usa um estilo mais tradicional, mais próximo dos cânones do estilo clássico. Sua prosa torna-se mais rica e elevada, menos concisa, menos áspera e insinuante. Ao escolher entre sinônimos, Tácito prefere o uso de expressões normais e pouco afetadas. Provavelmente o governo de Nero seja tratado com menos solenidade porque cronologicamente é mais próximo do tempo da redação da obra, enquanto a idade de Tibério seja considerada como mais próxima à velha República. A falta de pormenores que às vezes emergem nos livros 15 e 16 induziu alguns a suster que as versões que chegaram à atualidade não fossem a versão definitiva, mas um rascunho pendente de revisão.